# RZSD TERA1
Az RZSD TERA1 egy orosz dízelmozdony-sorozat. Összesen kettő épült belőle.

## Története
1998-ban építettek két mozdonyt a Ljugyinovói Dízelmozdonygyárban, a TEM7 "szupernehéz tolatómozdony" 8 tengelyes járműszerkezeti részének felhasználásával, és a GM 16-710G3B dízelmotorjával (3060 kW). Hasonló GM motor került azután egy-egy remotorizált gépbe is, amelyeket az Októberi Vasúton (Szentpétervár), illetve Jakutföldön próbáltak ki.
A két TERA1-esnek 2000 környékén elindult a FÁK szabvány szerinti tanúsító eljárása, majd többször megszakadt, és valószínűleg nem is fejeződött be. A Ljugyinovói Dízelmozdonygyárat időközben felvásárolta az orosz Szinara cég, amely a TranszMasHolding mellett a második nagy vasútijármű-gyártó konzorciumként lépett elő az orosz piacon. Miután a TEM7a ráncfelvarrt változatát Ljugyinovóban ismét elkezdték gyártani, és kialakították a kisebb teljesítményű változatát, a TEM9-est, a TERA1 lekerült a napirendről.